# Stezni spoj
Stezni spoj je spoj koji se dobije navlačenjem osovine ili vratila većeg promjera, u provrt glavine ili rukavca manjeg promjera.

## Vrste steznog spoja

### Nerastavljivi stezni spoj
U nerastavljivom steznom spoju vratilo i glavina su izrađeni s čvrstim dosjedom, s potrebnim preklopom. Zbog toga nakon ugradnje na dodirnom površinama nastaje površinski pritisak koji osigurava silu trenja, potrebnu za prijenos vrtnje i momenta sile. Istovremeno, takav spoj podnosi i određenu aksijalnu silu. Stezni spoj je primjeren za velika izmjenična i udarna opterećenja, pa ga se može koristiti svugdje tamo gdje ostali spojevi vratila i glavine nisu dovoljni za prijenos velikih okretnih momenata. Zbog čvrstog dosjeda između vratila i glavine za stezni spoj je potrebno upotrebiti odgovarajući postupak ugradnje.

#### Ugradnja nerastavljivog steznog spoja
U praksi se upotrebljavaju tri postupka montaže i demontaže steznog spoja: mehanički, toplinski i hidraulički postupak. Odabrani postupak ovisi prvenstveno o zahtjevanom preklopu steznog spoja i ugradbenim sredstvima koja su na raspolaganju. Pri svakom, a naročito pri uzdužnom postupku montaže steznog spoja, dolazi do tzv. zaglađivanja (uglačavanja) površina vratila i glavine, zbog čega je stvarni preklop nakon ugradnje nešto manji od teoretskog.
U mehaničkom (uzdužnom) postupku vratilo i glavina sastavljaju se u hladnom stanju s određenom ugradbenom silom i brzinom utiskivanja vratila u glavinu 2 do 5 mm/s. Kako bi se olakšala ugradnja, dio s višom granicom tečenja (obično je to vratilo) je skošen pod
kutom ϕ = 5° na dužini l ≈ 3 d [mm], a dodirne površine obično su još i nauljene, osim ako je jedan dio iz bronce. Kod većih preklopa izvodi se dvostruko skošenje vratila. Ovako montiran stezni spoj postiže radnu sposobnost nakon približno 48 sati.
U toplinskom postupku ugradnje koriste se svojstva materijala da se prilikom zagrijavanje rasteže, a prilikom hlađenja skuplja. Glavina se raširi kada se zagrije na odgovarajuću temperaturu, a između dijelova nastane zračnost, pa ih se može sastaviti bez upotrebe dodatne mehaničke sile. Kada se glavina nakon montaže ohladi na sobnu temperaturu, skupi se, a zbog preklopa na dodirnim površinama nastaje odgovarajući površinski pritisak za postizanje sile trenja. Glavina se obično zagrijava u ulju, ali ako se zahtijevaju suhe dodirne površine radi većih koeficijenata trenja, tada se glavina zagrijava u peći s vrućim zrakom. U oba slučaja glavina se zagrijava do 400°C. Više temperature nisu preporučljive, jer mogu lako uzrokovati strukturne promjene u materijalu i smanjenje čvrstoće. Slični odnosi postižu se i hlađenjem vratila. Na nižoj temperaturi vratilo se skupi, pa se lako umetne u glavinu. Kada se nakon montaže vratilo ponovno zagrije na sobnu temperaturu, raširi se, te zbog čvrstog dosjeda pritišće na glavinu s potrebnom silom za savladavanje željenih vanjskih opterećenja. Vratilo se hladi u suhom ledu u kojemu se postižu temperature do −78 °C, a niže temperature (do −196 °C) postižu se u tekućem dušiku.
U hidrauličkom postupku na dodirne površine između vratila i glavine dovodi se ulje pod tlakom zbog čega se vratilo skupi, a glavina raširi. Na taj način mogu se montirati samo dijelovi s blago stožastim površinama (nagib 1:30), gdje se vratilo najprije potisne u glavinu do određenog položaja, a konačni položaj se postiže tek uz pomoć pritiska ulja. U slučaju valjkastih dodirnih površina, spomenuti postupak se koristi za skidanje ležajeva koji su prethodno montirani mehaničkim ili toplinskim postupkom. Vrijednosti za najmanji
potrebni pritisak ulja za ugradnju, te tlak ulja za skidanje, mogu se naći u specijaliziranoj literaturi ili u katalozima proizvođača ležajeva.

### Rastavljivi stezni spojevi
Rastavljivi stezni spojevi prenose okretni moment s vratila na glavinu ili obratno trenjem, tj. pomoću naponske veze. Zbog toga se praktički neograničen broj puta mogu rastaviti i ponovno sastaviti. Najpoznatiji je stezni spoj s stožastim dosjedom. Od elastičnih elemenata koji se umeću između vratila i glavine da bi se djelovanjem aksijalne sile stvorio na njihovim obodima radijalni tlak, najčešće se upotrebljavaju stezni prstenovi, stezni ulošci, naponske ploče i Spieth čahure.

#### Stezni spoj sa stožastim dosjedom
Stožasti dosjed prenosi okretni moment silom trenja između stožasto oblikovanog završetka vratila i glavine. Pri tome se potrebna radijalna sila, odnosno površinski tlak, stvara preko aksijalne sile prednapona pritezanjem vijka. Prednost stožastog dosjeda je u tome što dobro centrira glavinu na vratilo, pa se može koristiti za veće brzine vrtnje. Stožastom dosjedu se, prvenstveno kod dinamičkih opterećenja, dodaje i odgovarajuće pero kao dodatno osiguranje protiv klizanja. Kod manjih kutova nagiba stožasti dosjed je samokočan, što znači da spoj ostaje čvrst i nakon prestanka djelovanja sile pa se mora rastaviti silom.

#### Stezni spoj pomoću steznih prstenova
Par steznih prstenova kao elastični vezni element glavine i vratila, sastavljen je od unutrašnjeg ili vanjskog stožastog prstena od poboljšanog čelika koji se umeće u odgovarajući otvor između vratila i glavine. Ako na prstene djeluje dovoljno velika aksijalna sila, na dodirnim
površinama između vratila i unutarnjeg prstena, te između glavine i vanjskog prstena, stvara se površinski tlak, koji uzrokuje potrebnu silu trenja za prijenos vrtnje. Potrebna aksijalna sila obično se postiže s jednim ili više vijaka za pritezanje. Zbog velikog polukuta nagiba ovakav spoj nije samokočan, pa se nakon prestanka djelovanja aksijalne sile lako može rastaviti.